# Bolitoglossa engelhardti
Espèce
Synonymes
- Oedipus engelhardti Schmidt, 1936

Statut de conservation UICN

 EN B1ab(iii) : En danger
Bolitoglossa engelhardti est une espèce d'urodèles de la famille des Plethodontidae.

## Répartition
Cette espèce se rencontre du Sud-Est de l'État de Chiapas au Mexique jusqu'au Sud-Ouest du Guatemala. Elle est présente entre 1 500 et 2 600 m d'altitude.

## Description
La femelle holotype mesure 95 mm dont 47 mm pour la queue.

## Étymologie
Cette espèce est nommée en l'honneur de Teodoro Engelhardt d'Olas de Moca.

## Publication originale
- Schmidt, 1936 : Guatemalan salamanders of the genus Oedipus. Field Museum of Natural History Publication, Zoological Series, vol. 20, no 17, p. 135-166 (texte intégral).